# NBSイブニング6:00
『NBSイブニング6:00』（エヌビーエスイブニングろくまるまる）は、1984年10月1日（土曜版は1985年4月6日）から1990年3月31日まで長野放送で放送されていた平日・土曜夕方のローカルワイドニュース番組（『FNNスーパータイム』の長野県ローカルパート）。正式タイトルは『FNN NBSイブニング6:00』である。

## 概要
1984年10月1日、フジテレビ発の全国ニュースがローカル・スポーツニュースを内包した1時間の大型番組『FNNスーパータイム』へと移行したが、FNN系列局の多くは当初、各地方のローカルニュースに「スーパータイム」を冠さずに『FNNニュースレポート6:00』時代に使用していたタイトルを継承させていた。長野放送も多分に漏れず、『NBSイブニング630』のそれを継承したこのタイトルを用いていた。それゆえに、全国ニュースの初代キャスター・幸田シャーミンによるタイトルコールは長野放送では放送されず、オープニングも若干変更されていた。
1985年4月6日からは、『FNNニュースレポート5:30』の終了を受けて土曜版が設置された。
同タイトルでの放送終了後、1990年4月2日にタイトルを『NBSスーパータイム NEWS&SPORTS』に変更した。同番組では全国ニュースのキャスターによるタイトルコールが放送されていたが、その時期にはすでに幸田シャーミンは降板して安藤優子に変わっていた。

## キャスター

### 平日
- 林勇
- 鈴木恵理

ほか

### 土曜日
- シフト制

## 放送時間
いずれもJST。

### 平日
- 月曜日 - 金曜日 18:00 - 19:00 （1984年10月1日 - 1990年3月30日）

### 土曜日
- 土曜日 18:00 - 18:30 （1985年4月6日 - 1990年3月31日）